# Ecnomus maheensis
Ecnomus maheensis är en nattsländeart som beskrevs av Malicky 1993. Ecnomus maheensis ingår i släktet Ecnomus och familjen trattnattsländor. Inga underarter finns listade i Catalogue of Life.